# Kościół św. Marii Magdaleny w Valletcie
Kościół św. Marii Magdaleny (malt. Knisja ta' Santa Marija Madalena, ang. Church of St Mary Magdalene) – rzymskokatolicki kościół w Valletcie na Malcie. Był częścią azylu sióstr magdalenek, przylegającego do kościoła. W połowie XX wieku został zdesakralizowany, ponownie poświęcony przez biskupa Charlesa Sciclunę 25 lutego 2015 roku.

## Historia
Kościół zbudowano około roku 1595, jako kościół sióstr magdalenek, których klasztor przylegał do niego. Kiedy większość klasztorów była raczej uboga, maltańskie magdalenki nie mogły się na to uskarżać. W roku 1602 Klemens VIII dał klasztorowi prawo do 1/5 rzeczy ruchomych oraz nieruchomości po zmarłych prostytutkach na Malcie. To zmieniło status majątkowy zakonu; wkrótce stał się najbogatszym klasztorem na Malcie. Praca sióstr magdalenek zakończyła się w roku 1798 wraz z przybyciem Francuzów, którzy zabrali wszystkie bogactwa i posiadłości zakonu. Siostry przeniosły się do klasztoru św. Katarzyny. Ostatnia magdalenka zmarła w roku 1846. Kościół służył później żołnierzom wyznania rzymskokatolickiego, stacjonującym w forcie St. Elmo, jak również rodzinom marynarzy z koszar Camerata po drugiej stronie ulicy. W roku 1941, w czasie II wojny światowej, klasztor został zburzony podczas bombardowania lotniczego. W jego miejscu zbudowana została szkoła podstawowa. Po tym kościół został opuszczony. Jego ołtarze przeniesiono do klasztoru św. Katarzyny. Nieco później, aż do roku 2006, budynek służył jako garaż-przechowalnia pojazdów parad karnawałowych. W roku 2008 kościół został wyczyszczony i częściowo odrestaurowany.
Budynek kościoła jest umieszczony na liście National Inventory of the Cultural Property of the Maltese Islands pod nrem 00539.

## Architektura
Kościół zbudowany jest na planie kwadratu, jego boczna ściana, bardzo wyeksponowana, posiada jedynie dwa okna. Fasada zbudowana w stylu manierystycznym z centralną wnęką wpasowaną w kwadrat budynku. Są tam trzy wnęki, ułożone na dwóch poziomach. Wewnątrz kościoła króluje styl barokowy.